# Пітер Медавар
Пітер Брайан Медавар (англ. Sir Peter Brian Medawar; нар. 28 лютого 1915, Петрополіс,  Ріо-де-Жанейро — †2 жовтня 1987, Лондон) — англійський біолог. Член  Лондонського королівського товариства (1949), почесний член  Нью-Йоркської академії наук (1957). Член ряду наукових товариств  Великої Британії і США.

## Біографія
Закінчив Магдален-коледж в  Оксфорді (1939) і викладав у ньому (1938-45, 1946-47). Професор зоології  університету в Бірмінгемі (1947–1951), зоології та порівняльної анатомії — в університетському коледжі в Лондоні (1951). У 1962-71 директор Національного інституту медичних досліджень (Мілл Хілл). 
З 1966 президент Міжнародного трансплантаційного суспільства.
З 1968 до 1969 був президентом Британської асоціації розвитку науки (англ. British Science Association).

## Основні роботи
Роботи Медавара присвячені росту і старінню організму, його реакцій на пересадки тканин, зокрема  іммунореакціям, що перешкоджає гетеротрансплантаціі, трансплантаційним антигенам і антилимфоцитарної сироватки. Відкрив явище надбаної іммунотолерантності і відтворив його в експерименті.

## Нобелівська премія
Нобелівська премія з фізіології і медицині 1960 (спільно з  Френком Бернетом).

## Публікації
- Uniqueness of the individual, L., 1957
- Future of man, L., 1960
- Immunological tolerance, у книзі: Les prix Nobel en 1960, Stockh., 1961, p. 125-34
- The art of soluble, N. Y. — L., 1967
- Induction and intuition in scientific thought, Phil., 1969.